# 萬休院 (北杜市)
萬休院（ばんきゅういん）は、山梨県北杜市にある曹洞宗の寺院。

## 歴史
1571年（元亀2年）、馬場信春の開基である。信春は武田氏の家臣で、後に長篠の戦いで戦死することになる。

## 舞鶴松
当院には「舞鶴松」と呼ばれる赤松があることで知られている。かつては1934年（昭和9年）に国の天然記念物に指定された樹高9メートルの巨木で、樹齢約450年あったという。しかし松くい虫病により枯死、2008年（平成20年）に伐採された。それに伴い、天然記念物指定も解除された。現在は新しい松が植えられている。

## 文化財
- 萬休院のツバキの生垣（北杜市指定天然記念物 平成14年11月22日指定）[3]

## 交通アクセス
- 須玉ICより車11分。